# Kepler-56 b
 (mai 2025).
Kepler-56 b est une exoplanète de type Neptune chaud en orbite autour de la son étoile hôte Kepler-56, située à environ 2 977,78 années-lumière de la Terre.

## Caractéristiques physiques
L'exoplanète se distingue par sa masse faible de 0,070 MJ, son rayon de 0,58 RJ et sa température extrême de 1378 K.

## Orbite
Elle orbite à 0,10  unités astronomiques de son étoile, une distance comparable à celle de Vénus dans le système solaire.

## Découverte
L'exoplanète a été découverte par la méthode des transits en 2012.

## Habitabilité
Les conditions d'habitabilité de cette exoplanète ne sont pas déterminées ou ne sont pas connues.